# Code animal
 (septembre 2016).
Si vous disposez d'ouvrages ou d'articles de référence ou si vous connaissez des sites web de qualité traitant du thème abordé ici, merci de compléter l'article en donnant les références utiles à sa vérifiabilité et en les liant à la section « Notes et références ».
Code animal est une association française de droit local alsacien-mosellan, spécialisée dans l'opposition à la captivité des animaux sauvages, que ce soit dans les cirques, dans les parcs zoologiques, dans les delphinariums et chez les particuliers (nouveaux animaux de compagnie et animaux ne bénéficiant pas du statut d'animal domestique).
Le siège social de Code animal se situe à la Maison des associations de Strasbourg.

## Objectifs
Code animal est une association entièrement constituée de bénévoles, elle défend l'idée de respect de tout être vivant, qui s'étend au-delà de la sphère humaine. À travers ses actions, elle souhaite informer et sensibiliser le grand public, les journalistes, les politiques sur la détresse des animaux sauvages captifs de l'industrie du divertissement et du spectacle. Un positionnement éthique qui vise à proposer un autre regard sur ces autres individus qui nous entourent.

## Actions
Code animal est intervenue à plusieurs reprises auprès des décideurs politiques (ministère de l’Écologie, Assemblée nationale, Sénat, etc.) et lors des Rencontres animal-société, le « Grenelle des animaux » organisé par le ministère de l’Agriculture en 2008 ou encore la commission faune sauvage captive organisée par le ministère de l’Écologie entre 2018 et 2020 et qui a conduit aux annonces de la ministre Barbara Pompili en septembre 2020.
L'association organise des conférences-débats pour faire évoluer le regard sur l’animal. Elle organise aussi des sauvetages d'animaux en les replaçant dans des structures plus adaptées à leurs besoins physiologiques.
Code animal tente dès que possible de travailler en lien avec d'autres associations afin d'unir les compétences et les différents points de vue. Elle est membre d'Endcap, coalition européenne pour mettre fin à la captivité des animaux sauvages. Depuis 2019, elle est également membre de l’organisation européenne Eurogroup for Animals dans le groupe de travail « wildlife » pour sensibiliser et faire évoluer les institutions européennes sur les problématiques liées à la captivité des animaux sauvages dans les divertissements notamment.
En 2021, Code Animal rejoint les associations Association Végétarienne de France, L214 et le Mouvement Utopia en tant que partenaire financier du prix littéraire animaliste Maya[réf. nécessaire].

## Campagnes
En septembre 2010, Code animal travaille en collaboration avec les cosmétiques Lush afin de sensibiliser le public à la détention des animaux dans les cirques[réf. nécessaire]. Dans le cadre de ses campagnes éthiques, Lush vend durant une semaine un savon en forme d’éléphant, Eli, au profit de l’association, et une carte postale est proposée à ses clients afin d’interpeller le cirque Pinder, un des cirques les plus connus de France.

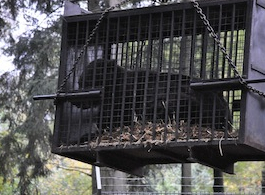
Transfert de l'ours Bene au sanctuaire allemand de Anholter Bärenwald, en 2010.

En octobre 2010, l'association organise et finance le placement dans le refuge « Anholter Baerenwald » de l'ours Bene détenu chez un ancien dresseur de Normandie et les frais vétérinaires d'un ours noir transféré au parc zoologique de Thoiry par "Faune explo".
En mars 2011, à l'occasion de la sortie du film De l'eau pour les éléphants, elle publie le site « Water for elephants » (désormais rapatrié sous forme de dossier sur le site de l'association) référençant en six langues de nombreuses histoires d'éléphants détenus dans les cirques[réf. nécessaire].
Le 25 mai 2011, la Born Free Foundation, en association avec la coalition européenne Endcap et Code animal (représentant français de cette coalition), présente au Parlement européen, le rapport français relatif à la situation des zoos en Europe. Ce rapport marque le début d'une campagne de Code Animal pour l'abolition des parcs zoologiques.
En septembre 2012, l'association lance sa nouvelle campagne sur les nouveaux animaux de compagnie (NAC)[réf. nécessaire].
En mars 2013, à l'occasion de la mise en application de l'arrêté du 18 mars 2011, relatif à la détention des animaux dans les cirques, elle publie un guide, mis à jour en 2015, afin d'inciter les communes, les pouvoirs publics et les cirques à mettre en application les nouvelles normes de détention des animaux.
En février 2015, elle interpelle Ségolène Royal, ministre de l'Environnement, avec la Fondation 30 millions d'amis, pour qu'elle interdise l'importation de quinze éléphanteaux du Zimbabwe sur le territoire français, à destination de cirques et de parcs zoologiques.
En mai 2015, en partenariat avec Aves France, elle demande à l'Association européenne des zoos et des aquariums (EAZA), d'exclure le parc zoologique d'Amnéville de la liste de ses membres[réf. nécessaire]. En cause : le Tiger World, un numéro de dressage de tigres, qui fait entrer le cirque dans un parc zoologique.
En mai 2016, elle lance une pétition pour demander à Audrey Azoulay, ministre de la Culture, de ne pas inscrire les cirques avec animaux au patrimoine culturel français[réf. nécessaire].
En février 2018, l'association publie la mise à jour de son rapport de 2008 sur la condition des animaux dans les cirques. Ce rapport « Derrière les paillettes, le stress » rédigé par Franck Schrafstetter, Céline Paterre et Julie Lasne, éthologue de terrain, est imprimé à 1000 exemplaires et remis à de nombreux politiques, dont le ministre de la Transition écologique Nicolas Hulot, en mai 2018[réf. nécessaire]. Il est réédité à l'automne à 36 000 exemplaires en partenariat avec la Fondation 30 millions d'amis et envoyé à tous les maires de France[réf. nécessaire].
En 2019, 284 nouvelles villes ont pris position pour des cirques sans animaux et demandent à Élisabeth Borne une loi d’interdiction. Cette campagne auprès des municipalités a été rendue possible grâce à la collaboration avec la Fondation 30 Millions d’Amis principalement mais également grâce aux actions de citoyens et citoyennes en local (avec ou non l’aide d’une organisation comme la Fondation Brigitte Bardot par exemple). Au total plus de 400 villes veulent une loi d’interdiction pour des cirques sans animaux.
À travers une vidéo et avec des arguments et des données scientifiques, des vétérinaires français expriment leur opposition à la présence des animaux sauvages dans les cirques. Cette vidéo, à l’initiative du Dr Sophie Wyseur, vice-présidente de Code Animal et elle-même vétérinaire, a été montée par l’équipe informatique de Code animal et a été visionnée plus de 250 000 fois sur Facebook.
En juin 2019, Code Animal affiche pendant une semaine ses revendications sur les murs des métros parisiens afin de sensibiliser le grand public au sort des animaux sauvages dans les cirques et de ce fait interpeller le Gouvernement.
En 2019, Code Animal s’allie au collectif Les Pisteurs afin de dénoncer la présence de l’éléphante Baby (Yeurk Bauer) à Elne lors de la fête de l’Antiquité[réf. nécessaire]. En 48 h ce sont plus de 40 000 signatures qui sont rassemblées. La mairie décide d’annuler la venue de l’animal qui restera dans son parc et ne sera pas mise cette fois en spectacle et en itinérance.
Le 22 décembre 2020, Code Animal, en collaboration avec la mairie de Nancy et la Fondation 30 Millions d’Amis, organise le transfert des 9 macaques de Java du parc de la pépinière vers un refuge en Belgique, Natuurhulp Centrum.
À la suite des sollicitations et du travail de Code Animal en collaboration avec les élus écologistes du conseil régional, la région Centre se positionne pour des cirques sans animaux et demande au ministère de la Transition Écologique une réelle application des annonces faites par la Ministre Barbara Pompili avec la mise en place concrète d’un calendrier et d’un plan d’action.
La ville de Tours rend hommage en 2020 à l’éléphant Fritz tué au 20ᵉ siècle parce qu’il s’est rebellé face à son oppresseur. Le jardin qui a vu ce drame portera désormais le nom de l’animal en hommage aux animaux sauvages captifs des cirques. L’histoire a été réhabilitée par l’écrivaine Isy Ochoa dans son ouvrage “Fritz”. Code Animal avec d’autres associations locales comme le Mouvement Utopia ou L214 a travaillé avec le maire Emmanuel Denis pour que Tours se positionne pour des cirques sans animaux fin 2019. Code Animal avait également réussi à faire du Festival International du cirque en Val de Loire un festival sans animaux sauvages.
La Ministre Barbara Pompili annonce le 29 septembre 2020 la fin de l'exploitation des animaux sauvages dans les cirques. Code Animal est reçu le 2 octobre par la ministre pour discuter de l’application des mesures en détail.
Pour la première fois en France, une proposition de référendum d'initiative partagée sur le bien-être animal est lancée. Code Animal, aux côtés d’une vingtaine d’associations, soutient ce projet lancé par des personnalités. Code Animal a pu apporter son expertise sur l’article 5 concernant l’interdiction des spectacles avec des animaux sauvages[réf. nécessaire].
Le 8 octobre 2020, aux côtés de AAP et de la députée Claire O’ Petit, Code Animal organise un colloque via l’application ZOOM : “Face à l’urgence : Créons des structures d’accueil pour la faune sauvage captive”[réf. nécessaire].
Code animal contribue activement, à travers un travail de lobbying et d'information avec le soutien de nombreuses associations, à la rédaction de la loi du 30 novembre 2021, concernant la faune sauvage captive (fin des animaux dans les cirques en 2028 et instauration d'une liste positive pour la détention des Nouveaux Animaux de Compagnie). 
Le 01/12/2024, Code animal organise la plus grande saisie d'animaux dans un cirque. 9 lionceaux et 3 lions sont libérés d'un cirque Zavatta afin d'être transférés dans un refuge de AAP en Espagne. 

## Publications
- "Les animaux malades de la captivité : les problèmes comportementaux dans les zoos" - octobre 2023
- "Rapport d’étude sur la participation de zoos français à la conservation des espèces sous l’angle des statuts IUCN." - janvier 2023
- "Derrière les paillettes, le stress" "édition 2018, Franck Schrafstetter, Céline Paterre, Julie Lasne, février 2018  - 40 000 exemplaires grâce au soutien de la Fondation 30 M d'amis.
- "Les Animaux dans les cirques : savoir, comprendre, agir", guide sur la réglementation en vigueur dans les cirques, novembre 2015.
- "Rapport sur le zoo de l'Orangerie, à Strasbourg", février 2015.
- "Rapport sur le zoo du bois d'Attilly, à Ozoir-la-Ferrière", janvier 2015.
- "Un autre regard sur les zoos", sous la direction de Franck Schrafstetter, aux éditions Les Points sur les i, novembre 2013.
- "Le Cirque des animaux sauvages", album jeunesse, Joëlle Delange et Mizuho Fujisawa, 2011.
- "Enquête sur les zoos dans l'Union européenne, rapport France", en collaboration avec la Born Free Foundation et Endcap dans le cadre d'une évaluation de la mise en application et du respect de la Directive CE 1999/22 relative à la détention d'animaux sauvages dans un environnement zoologique, 2011.
- "Derrière les paillettes, le stress", rapport sur les conditions de détention et de dressage des animaux dans les cirques français, novembre 2008.